# Georgi Anatoljewitsch Selma
Georgi Anatoljewitsch Selma (* 1906 in Taschkent, Usbekistan; † 1984 in Moskau) war ein sowjetischer Fotograf und Fotokorrespondent.
Anfang der 20er Jahre studierte er Kameratechnik am Filmstudio Proletkino und wurde Schüler der Agentur Russfoto. 1924 bis 1947 war er Fotograf für Russfoto in Moskau und Taschkent, veröffentlichte in der Prawda Wostoka (Wahrheit des Ostens). Ab 1928 benutzt er eine Leica-Kleinbildkamera. 1936 bis 1945 war er im Fotografenstab der Roten Armee und Fotojournalist für die Zeitung Iswestija. Nach dem Krieg war er Reporter für Magazine und seit 1962 für die Presseagentur Nowosti.